# تاپ (آذربایجان)
تاپ (به لاتین: Tap) یک منطقه مسکونی در جمهوری آذربایجان است که در شهرستان گران‌بوی واقع شده‌است. تاپ ۴۸۷ نفر جمعیت دارد.